# 柯里爾縣
柯里爾縣（英語：Collier County）是美国佛罗里达州西南部的一個縣，根据2020年美国人口普查数据，该县总人口为375,752人。县治设在东那不勒斯，柯里尔县是那不勒斯-马可岛都会统计区（Naples–Marco Island Metropolitan Statistical Area）的一部分，并与邻县的开普科勒尔-迈尔斯堡和克莱维斯顿等地区共同组成开普科勒尔-迈尔斯堡-那不勒斯联合统计区（Cape Coral-Fort Myers-Naples Combined Statistical Area）。
柯里尔县于1923年5月8日经佛罗里达州议会批准正式从李县划分出来，最初县治设在大沼泽地城，直至1962年才迁往东那不勒斯，使其成为当时美国唯一一个县治位于未建制地区的县。柯里尔县以巴伦·吉夫斯·柯里尔命名，他是20世纪初美国一位实业家和开发商，对该地区的基础设施和经济发展贡献卓著。除此之外，柯里尔县也是塞米诺尔人的居住地。1816年至1856年的塞米诺尔战争迫使他们逐渐迁往佛罗里达州南部的湿地地区，最终在今天的柯里尔县地区重新建立了自己的生活方式，以贸易、狩猎和畜牧业为生。
柯里尔县的总面积为2,305平方英里（约5,970平方公里），是佛罗里达州第二大县，仅次于棕榈滩县，其面积甚至超过了罗德岛州和特拉华州。该县位于佛罗里达半岛西南部，毗邻墨西哥湾，拥有广阔的湿地、红树林生态系统和野生动物保护区。柯里尔县北接亨德里县，东接布劳沃德县，东南邻迈阿密-戴德县，南部与门罗县相连，西北方向与李县接壤。柯里尔县境内拥有部分大沼泽地国家公园和大柏树国家保护区，这里的湿地生态系统为美洲鳄、佛罗里达黑熊和濒危的佛罗里达美洲狮提供了重要的栖息地。
柯里尔县的经济支柱产业包括医疗保健、建筑业、零售业和旅游业。柯里尔县的海岸线有“天堂海岸”之称，该地区包括那不勒斯、马可岛、大沼泽地城、阿夫玛丽亚和伊莫卡利等城镇，是美国东南部最受欢迎的度假胜地之一。那不勒斯因其丰富的高尔夫球场资源，被誉为“高尔夫之城”。柯里尔县拥有近90个高尔夫球场，是美国高尔夫球洞密度最高的地区之一。此外，农业也是柯里尔县的重要经济支柱，特别是在伊莫卡利地区，农民种植柑橘、番茄、草莓等作物。此外，该县还是佛罗里达州主要的牲畜养殖区之一。